# فهرست نمایندگان مجلس سنای ایالات متحده از کالیفرنیا
این مطلب شامل فهرست نمایندگان مجلس سنای ایالات متحده از کالیفرنیا است.

## آ
- آرون آگوستوس سارجنت
- ساموئل ام. شورتریج
- لیلند استنفورد

## ا
- توماس ام. استورک
- الکس پدیا
- کلیر انگل

## ب
- توماس آر. بارد
- باربارا باکسر
- دیوید سی. بروریک
- نیوتون بوث

## پ
- جورج سی. پرکینز

## ت
- جان وی. تونی

## ج
- هیرام جانسون

## د
- شریدان داونی

## س
- پیر سالینجر
- جان اف. سیمور

## ف
- جیمز تی. فارلی
- داین فاینستاین
- جان سی. فریمونت
- جیمز دی. فلان
- چارلز ان. فلتون
- فرانک پی. فلینت

## ک
- الگو:نمایندگان مجلس سنای ایالات متحده آمریکا از کالیفرنیا
- جان کانس
- آلن کرانستون
- یوجین کسرلی
- تام کوچل
- کورنلیوس کول

## گ
- ویلیام ام. گوین

## ل
- میلتون لثام

## م
- ویلیام جی. مک‌آدو
- جیمز ای. مک‌دوگال
- جرج مورفی
- جان اف. میلر

## ن
- ویلیام اف. نولند
- ریچارد نیکسون

## و
- استیون ام. وایت
- جان دی. ورکز
- جان بی. ولر
- پیت ویلسون
- آبرام پی. ویلیامز

## ه
- هنری پی. هاون
- اس.آی. هایاکاوا
- جرج هرست
- جان اس. هگر